# Rhombodera rollei
Rhombodera rollei är en bönsyrseart som beskrevs av Max Beier 1935. Rhombodera rollei ingår i släktet Rhombodera och familjen Mantidae. Inga underarter finns listade i Catalogue of Life.